# 金比羅前站
金比羅前站（日语：／ Konpiramae eki */?）是位於日本德島縣鳴門市，隸屬於四國旅客鐵道（JR四國）的鐵路車站。車站編號為N08。站名源自於車站附近的金刀比羅神社。

## 車站結構
本站自開業以來便為簡易車站，站內沒有設置站房，特定的單車停泊處等其他相應的設備也大都欠奉。月台出入口建於車站中間位置，與路面成水平，是完全的無障礙車站。本站設有側式月台1個，有效長度只為2輛。其中為對應1500系及1200系氣動車行走，月台於2010年經過改裝並加高。過往如列車超過2輛長度時，則只會開故最近鳴門站的2卡列車車門。

### 月台配置
| 路線    | 方向     | 目的地         |
| ------- | -------- | -------------- |
| ■鳴門線 | （上行） | 鳴門方向       |
| ■鳴門線 | （下行） | 池谷、德島方向 |

## 歷史
- 1916年7月1日：阿波鐵道鳴門線開業，為總站。
- 1933年7月1日：阿波鐵道國有化，成為日本國有鐵道下的車站[3]。
- 1987年10月1日：日本國鐵分割民營化，車站的營運由JR四國繼承。

## 相鄰車站
四國旅客鐵道（JR四國）
■鳴門線
撫養（N09）－金比羅前（N08）－教會前（N07）